# L'ultimo bus del mondo
L'ultimo bus del mondo (The Last Bus) è una serie televisiva britannica di genere fantascientifico per ragazzi, ideato e prodotto da Paul Neafcy, sceneggiatore di film per ragazzi, distribuita globalmente su Netflix a partire dal 1 aprile 2022.
La serie è incentrata sul tema dell'ecologia e sul rispetto dell'ambiente, trattando anche l'impatto di intelligenze artificiali e il loro rapporto con gli umani.

## Trama
Un gruppo di ragazzi, in gita scolastica ad una mostra tecnologica creata dallo scienziato e inventore Dalton Monkhouse, si ritrova a combattere contro pericolosi droni che sembrano far scomparire, tramite un raggio di luce, alcuni dei presenti, per risolvere il problema delle persone le quali, a detta di Dalton, sono il motivo dei numerosi problemi che affliggono la terra.

## Episodi
| Stagione       | Episodi | Pubblicazione Italia |
| -------------- | ------- | -------------------- |
| Prima stagione | 10      | 2022                 |

## Cast

### Personaggi principali
- Nas (stagioni 1-in corso), interpretato da Moosa Mostafa e doppiato da Valeriano Corini: ragazzino nerd, partecipa in prima persona al problema e cerca di trovare una soluzione.
- Misha (stagioni 1-in corso), interpretata da Lauryn Ajufo e doppiata da Lucrezia Roma: ragazza molto abile nel guidare veicoli.
- Josh (stagioni 1-in corso), interpretato da Nathanael Saleh e doppiato da Gabriele Piancatelli: ragazzo della scuola, amico di Josh.
- Tom (stagioni 1-in corso), interpretato da Daniel Frogson e doppiato da Giulio Bartolomei.
- Chelsea (stagioni 1-in corso), interpretata da Marlie Morrelle e doppiata da Cecilia Salustra: ragazza molto precisa e ordinata.
- Bethan (stagioni 1-in corso), interpretata da Carys John e doppiata da Giulietta Rebeggiani.
- Sophie (stagioni 1-in corso), interpretata da Phoebe Da Silva e doppiata da Chiara Fabiano: sorella maggiore di Nas
- Dalton Monkhouse (stagioni 1-in corso), interpretato da Robert Sheehan e doppiato da Massimo Triggiani: scienziato e ideatore all'avanguardia che sviluppa droni che fanno sparire le persone, considerate il principale problema del mondo.
- Signor Short (stagioni 1-in corso), interpretato da Tom Basden e doppiato da Alessandro Quarta: l'insegnante della scuola che accompagna in gita i ragazzi.

### Personaggi ricorrenti
- Danny (stagioni 1-in corso), interpretato da Curtis Kantsa e doppiato da Marco Briglione: ragazzo bullo, spesso se la prende con Nas a causa delle sue passioni per scienza e tecnologia.

## Produzione
La serie, prodotta dalla Wild Seed Studios, è stata filmata nella città di Bristol,in parte al Brean Leisure Park. L'attore Robert Sheehan, già famoso per la serie di successo The Umbrella Academy, ha preso parte alla serie interpretando il cattivo "ecologista" Monkhouse. Egli ha definito il personaggio affetto dalla "Sindrome del cavaliere bianco", ossia la volontà di aiutare tutti, per un bene comune e proprio, controllando il destino delle persone a proprio piacimento.
Nel cast è anche presente l'attore britannico Tom Basden, presente nella serie, sempre targata Netflix, After Life.

## Distribuzione
La prima stagione della serie è stata pubblicata globalmente il 1 aprile 2022 sulla piattaforma streaming Netflix.